# Vladimír Vybral
Vladimír Vybral (9. prosince 1902 Podolí – 27. května 1980 Brno) byl český a československý právník, profesor finančního práva na právnické fakultě Masarykovy univerzity, politik Československé strany lidové, poslanec České národní rady a Sněmovny národů Federálního shromáždění za normalizace.

## Biografie
Narodil se do kamenické rodiny. V letech 1914–1922 vystudoval První české státní gymnázium v Brně, poté v roce 1926 absolvoval brněnskou právnickou fakultu, na níž se začal zajímat o finanční a národohospodářskou problematiku. Byl žákem profesorů Weyra a Engliše. Následovala kratší praxe u různých finančních orgánů a studijní pobyt v Berlíně. V roce 1930 se stal na základě Englišovy nabídky vědeckým pracovníkem studijního oddělení ministerstva financí.
Od roku 1937 působil jako docent na právnické fakultě Masarykovy univerzity, v letech 1938–1950 zde byl profesorem se specializací na národní hospodářství, finanční vědu a finanční právo a v letech 1946–1947 byl rovněž jejím děkanem. Byl představitelem mladší generace brněnské právní školy, publikoval četné studie o finančnictví a finančním právu. V 50. letech redigoval paměti Františka Weyra (vydány v letech 1999–2004). Pak byl v letech 1950–1963 vědeckým pracovníkem Slovanského ústavu ČSAV. Zpracoval také několik posudků pro účely hájení československých zájmů v zahraničí a stal se rozhodcem Československé obchodní komory v Praze.
K roku 1969 se uvádí profesně coby právník, bytem Brno. V době svého nástupu do parlamentu již byl v penzi. Po provedení federalizace Československa usedl v lednu 1969 za Československou stranu lidovou do Sněmovny národů Federálního shromáždění. Do federálního parlamentu ho nominovala Česká národní rada, kde rovněž zasedal. Ve FS setrval do konce funkčního období, tedy do voleb v roce 1971.

## Dílo
monografie
- Nástin finančního práva československého. Sbírka spisů právnických a národohospodářských, sv. 71, Orbis Praha 1934,
- Reforma finanční správy. Orbis Praha 1936,
- Německá teorie státního hospodářství. Sbírka spisů právnických a národohospodářských, sv. 86, Orbis Praha 1937.

studie
- Decennium československé finanční politiky. Všehrd, roč. X, 1928,
- Nabytí holdingu z vlastních a cizích prostředků v daňové reformě. Hospodářská politika. Roč. IV, 1930/47,
- Ke sporu o holding. Hospodářská politika. Roč. IV, 1930/51–52,
- Zatížení německých podniků organizovaných ve formě korporační daněmi přímo předepsanými a srovnání jejich daňového zatížení s analogickým zdaněním československým. Věstník ministerstva financí. 1930/11,
- Srážková daň z kapitálového výnosu. Obzor národohospodářský. Roč. 37, 1932/10–11,
- Poznámky k Havelkově kritice Englišovy teorie státního hospodářství. Hospodářská politika. Roč. VI, 1932/51–52, roč. VII., 1933/4,
- O hospodářskou konstrukci státního rozpočtu. Hospodářská politika. Roč. IX, 1935/13,
- L'expérience monéteire et financiere tschecoslovaque. L'Europe Nouvelle. Roč. XVIII, 1935,
- Studie o reformě finanční správy. Věstník ministerstva financí. 1933/3, 4, 8,
- Reforma finanční správy. Věstník ministerstva financí. 1936/4–6,
- Reforma finanční správy. Referát v pracích „Prvého národního sjezdu pro vědeckou organizaci“, 1936,
- Reforma finanční správy. Finanční právník. Roč. II, 1936/1,
- K vývojové problematice reformy československé finanční správy. Sociální problémy. Roč. V, 1936/2,
- Czechoslovak financial administration reform. The Central European Observer. Vol XIV, 1936/20, 21,
- La reforme de l'administration financiere en Tchécoslovaquie. L'Europe Centrále. II. Anneé, 1936/41, 42, 43,
- Důchodková kontrolní služba z hlediska reformy finanční správy. Daně, dávky, poplatky. Roč. XII, Praha 1938/1,
- Le place des importe dotecte et indirecte dans un systéme fiscal. Exposé pourle Kongres de L'Institut International des Finances Publiques. Travaux de l'Institut. Paris 1938
- K otázce reformy důchodkového práva trestního. Diskusní příspěvek na Třetím sjezdu československých právníků v Bratislavě. 1930,
- Hesla v Ottově slovníku naučném nové doby (Důchodkové právo trestní, II/1 1932, str. 276
  - Finanční právo jako věda, II/1, 1932, str. 562–563,
  - Finanční věda, II/1, 1932, str. 564–567,
  - Finanční zákon, II/1, 1932, str. 567–568),
- Les finances publiques. Elemente de la législation financiere. Tchécoslovaquie. Paris 1932,
- Nástin finančního práva československého. Časopis pro právní a státní vědu. roč. XVI, 1933/1–6,
- Rozpočtové právo. Slovník veřejného práva československého. Díl III, Praha 1934, str. 834–881,
- Měnová novela č. 25/1934 Sb. zákonů a n. a zlaté doložky. Právník. Roč. 73, 1934/17,
- K otázce zlatých doložek. Právník, roč. 74, 1935/8,
- O nutnosti řešení otázky kontribučenských záložen (fondů) na Moravě. Publikace Studijního ústavu družstevního. Brno 1940,
- Sirotčí jistota. Příspěvek k právní a hospodářské stránce otázky. Družstevní sborník. Brno 1940/41. Roč. I,
- Práva hospodářská a sociální v nové československé Ústavě. Vědecká ročenka právnické fakulty v Brně. Brno 1947.

pozdější tvorba
- Posudky z mezinárodního práva finančního (Soubor posudků pro Vítkovické horní a hutní těžířstvo: Platnost zlatých doložek v právu československém. 1952,
- Vliv zákona o peněžní reformě na řešení měnové otázky ve sporu E. Korner-VHHT, 1953,
- Otázka úroků ve sporu E. Korner-VHHT, 1954,
- Právní povaha obligací z běžných účtů E. Kornera a otázka jejich kompenzace s pohledávkami VHHT, 1955),
- Posudek pro skupinu podniků zahraničního obchodu v Praze (Peněžní závazky příkazce akreditivu vůči akreditivní bance po devalvaci anglické libry /podle práva československého/, 1968),
- Posudek z československého práva finančního,
- Odvody z odpisů základních prostředků u národních podniků hutnictví železa podle paragrafu 26 vládního nařízení 100/1966 Sb. a jejich finančně právní problematika, 1970.
- Právní otázky vázaných obchodů. Právní zpravodaj československého zahraničního obchodu. Roč. I, Praha 1955/9,
- Les affaires vinculées (réciproques) dans le commerce international. Bulletin de droit tchécoslovaque. Année XIV, 1956/1–2, (spoluautor J. Kozák) - totéž rusky v Bjulleten čechoslovackogo prava, 1956/1–2),
- Právní otázky vázaných obchodů. Studie mezinárodního práva. ČSAV Praha 1957, roč. III.